# Intel Developer Forum
Intel Developer Forum, або скорочено IDF (укр. Форум Intel для розробників)  — зібрання техніків для обговорення продуктів Intel, інших продуктів, що будуються на їх продукції. перший форум був проведений 1997 року. Зазвичай проводяться весняний та осінній IDF, двічі, у деяких роках  — тричі на рік.

## Intel Developer Forum в Україні
21 листопада 2006 року у столиці України Києві відбувся третій київський Форум Intel для розробників. Проходив він Міжнародному виставковому центрі, лозунгом заходу було: «Енергоефективна продуктивність. Прорив на новий рівень».

## Проведення
| Рік  | Прядковий номер | Дата проведення  | Місто         | Країна   |
| ---- | --------------- | ---------------- | ------------- | -------- |
| 2007 | №1              | 17 —18 квітня    | Пекін         | КНР      |
| 2007 | №2              | 18 —20 вересня   | Сан-Франциско | США      |
| 2007 | №3              | 15 —16 жовтня    | Тайбей        | Тайвань  |
| 2008 | №1              | 2 —3 квітня      | Шанхай        | КНР      |
| 2008 | №2              | 19 —21 серпня    | Сан-Франциско | США      |
| 2008 | №3              | 20 —21 жовтня    | Тайбей        | Тайвань  |
| 2009 | №1              | 8 —9 квітня      | Пекін         | КНР      |
| 2009 | №2              | 22 —24 вересня   | Сан-Франциско | США      |
| 2009 | №3              | 16 —17 листопада | Тайбей        | Тайвань  |
| 2010 | №1              | 13 —14 квітня    | Пекін         | КНР      |
| 2010 | №2              | 13 —15 вересня   | Сан-Франциско | США      |
| 2011 | №1              | 12 —13 квітня    | Пекін         | КНР      |
| 2011 | №2              | 13 —15 вересня   | Сан-Франциско | США      |
| 2012 | №1              | 11 —12 квітня    | Пекін         | КНР      |
| 2012 | №2              | 15 травня        | Сан-Паулу     | Бразилія |
| 2012 | №3              | 11 —13 вересня   | Сан-Франциско | США      |